# Thomas Kaminski
Thomas Kaminski (sinh ngày 23 tháng 10 năm 1992) là một cầu thủ bóng đá chuyên nghiệp người Bỉ thi đấu ở vị trí thủ môn cho câu lạc bộ Luton Town tại Premier League.